# اعتلال الكلى السكري
اعتلال الكلى السكري (بالإنجليزية: Diabetic nephropathy)‏ المعروف أيضًا بمرض الكلى السكري، هو فقدان مزمن لوظائف الكلى يحدث في مرضى السكري. اعتلال الكلية السكري هو أحد الأسباب الرئيسية لأمراض الكلى المزمنة (CKD) وأمراض الكلى في نهاية المرحلة (الداء الكلوي بمراحله الأخيرة) على مستوى العالم. قد يصبح فقدان البروتين في البول بسبب تلف الكبيبات هائلًا، ويسبب انخفاض ألبومين المصل مع تورم الجسم المعمم (الوذمة) ويؤدي إلى المتلازمة الكلوية. وبالمثل، فإن معدل الترشيح الكبيبي المقدر (eGFR) قد ينخفض تدريجيًا من المعدل الطبيعي لأكثر من 90 مل/دقيقة/1.73 م 2 إلى أقل من 15، وعند هذه النقطة يقال أن المريض يعاني من المرحلة النهائية من مرض الكلى. عادة ما يكون تقدميًا ببطء على مدار سنوات.
تبدأ التشوهات الفيزيولوجية المرضية في اعتلال الكلية السكري بمستويات غلوكوز الدم غير الخاضعة للرقابة لفترة طويلة. يتبع ذلك تغييرات متعددة في وحدات الترشيح في الكلى، النيفرون. (يوجد عادة نحو 750.000-1.5 مليون نيفرون في كل كلية بالغة). في البداية ، هناك انقباض في الشرايين الصادرة وتمدد الشرايين الواردة، ما ينتج عنه ارتفاع ضغط الدم الكبيبي وفرط الترشيح؛ يتغير هذا تدريجيًا إلى نقص الترشيح بمرور الوقت. في الوقت نفسه، هناك تغييرات داخل الكبيبة نفسها: تشمل سماكة الغشاء القاعدي، واتساع الأغشية الشق لخلايا القدم، وزيادة عدد الخلايا المسراق، وزيادة في مصفوفة ميسانجيل. تغزو هذه المصفوفة الشعيرات الدموية الكبيبية وتنتج رواسب تسمى عقيدات كيميلستيل ويلسون. يمكن أن تتوسع الخلايا والمصفوفة ميسانجيل بشكل تدريجي وتستهلك الكبيبة بأكملها، ما يؤدي إلى إيقاف الرشح.
يمكن مراقبة حالة اعتلال الكلية السكري عن طريق قياس قيمتين: كمية البروتين في البول - بروتينية. واختبار الدم يسمى كرياتينين المصل. تعكس كمية البروتينية درجة الضرر الذي يلحق بأي كبيبات ما تزال تعمل. يمكن استخدام قيمة كرياتينين المصل لحساب معدل الترشيح الكبيبي المقدر (eGFR)، والذي يعكس النسبة المئوية للكبيبات التي لم تعد ترشح الدم. الذي يوسع الشرايين الخارجة من الكبيبة، وبالتالي يقلل من ضغط الدم داخل الشعيرات الدموية الكبيبية، ما قد يبطئ (ولكن لا يوقف) تقدم المرض. ثلاث فئات من أدوية السكري - منبهات GLP-1، ومثبطات DPP-4، ومثبطات SGLT2 - يُعتقد أيضًا أنها تبطئ تقدم اعتلال الكلية السكري.
اعتلال الكلية السكري هو السبب الأكثر شيوعًا لمرض الكلى في نهاية المرحلة وهو من المضاعفات الخطيرة التي تؤثر على ما يقرب من ربع البالغين المصابين بداء السكري في الولايات المتحدة. غالبًا ما يحتاج الأفراد المصابون بمرض الكلى في مراحله الأخيرة إلى غسيل الكلى وزرع الكلى في نهاية المطاف لاستبدال وظيفة الكلى الفاشلة. يرتبط اعتلال الكلية السكري بزيادة خطر الوفاة بشكل عام، وخاصة من أمراض القلب والأوعية الدموية.

## الفيزيولوجيا المرضية
يشمل تطور مرض اعتلال الكلى السكري مراحل سريرية مختلفة: فرط الترشيح، بيلة الألبومين الزهيدة، بيلة الألبومين الكبيرة، البيلة البروتينية الكلوية إلى مرض الكلى المزمن التدريجي الذي يؤدي إلى مرض الكلى في نهاية المرحلة (الداء الكلوي بمراحله الأخيرة). يحدث الضرر على جميع أجزاء الكلى: الكبيبة، والأنابيب الكلوية، والأوعية الدموية (الشرايين الكلوية الواردة والصادرة) والخلالي. التليف الكلوي هو المسار المشترك النهائي لاعتلال الكلى السكري. يعد هذا التليف نتاج آليات متعددة بما في ذلك التغيرات في الدورة الدموية الكلوية، واضطراب استقلاب الغلوكوز المرتبط بالإجهاد التأكسدي بالإضافة إلى العمليات الالتهابية وفرط نشاط نظام الرينين - أنجيوتنسين - الألدوستيرون (RAAS).
يُعتقد أن الفزيولوجيا المرضية لاعتلال الكلية السكري تنطوي على تفاعل بين عوامل الدورة الدموية والعوامل الأيضية.
تشمل العوامل الديناميكية الدموية زيادة الضغط الجهازي وداخل الكبيبات، بالإضافة إلى فرط تنشيط RAAS. أظهرت الدراسات أنه في حالة الإصابة بمرض السكري، تعمل عوامل مختلفة على تحفيز RAAS، وهو أحد أهم المسارات في الفيزيولوجيا المرضية لاعتلال الكلية السكري. نظرًا للحمل العالي من الغلوكوز المفلتر، هناك تنظيم أعلى في الناقل المشترك لغلوكوز الصوديوم 2 (SGLT2) في الأنابيب القريبة، والذي ينقل الصوديوم والغلوكوز مرة أخرى إلى الدورة الدموية. يؤدي هذا إلى انخفاض في توصيل كلوريد الصوديوم إلى البقعة الكثيفة في الأنابيب البعيدة، ما يعزز إطلاق الرينين وزيادة تنشيط RAAS. يعد التشريح المفرط (الفائق) أحد أقدم ميزات اعتلال الكلى السكري. اقترحت العديد من الآليات للتسبب في فرط الترشيح. تتمثل إحدى هذه الآليات في أنه عندما تتضخم الكبيبات، تزداد مساحة سطح الترشيح في البداية. آلية أخرى محتملة هي أن التحكم غير الطبيعي في الأوعية الدموية في اعتلال الكلية السكري يؤدي إلى انخفاض المقاومة الشريانية الكبيبية الواردة وزيادة مقاومة الشرايين الكبيبية الصادرة، ما يؤدي إلى زيادة صافية في تدفق الدم الكلوي (RBF) ومعدل الترشيح الكبيبي (GFR). يؤدي فرط الترشيح الكبيبي والتنظيم الشاذ لـ RAAS إلى زيادة الضغط داخل الكبيبات، ما يتسبب في إجهاد الخلايا البطانية والخلايا المسراق والكريات. يؤدي هذا إلى تفاقم الخلل الوظيفي الناجم عن التأثيرات الأيضية لفرط سكر الدم.

تشمل العوامل الأيضية تكوين منتجات نهائية متقدمة لإضافة الغلكوز (التسكير)(AGEs)، والتي لها دور مركزي في الفيزيولوجيا المرضية للعديد من مضاعفات مرض السكري، بما في ذلك مضاعفات القلب والأوعية الدموية. AGEs هي مجموعات كيميائية تتشكل عندما يتفاعل السكر المختزل (الغلوكوز في هذه الحالة) بشكل غير إنزيمي مع مجموعة أمين، في الغالب ليسين وأرجينين، والتي ترتبط بالبروتينات والدهون والأحماض النووية. تتراكم منتجات التسكير هذه على بروتينات كولاجين جدار الوعاء الدموي، وتشكل مركبًا غير عكوس فيه من AGEs المتشابكة. إحدى الطرق المهمة التي تمارس بها AGEs تأثيرها هي من خلال آلية تتوسط فيها المستقبلات، والأهم من ذلك عن طريق مستقبل المنتجات النهائية للتسكير RAGE. مستقبل المنتجات النهائية للتسكير هو مستقبل لتوصيل الإشارة موجود في عدد من أنواع الخلايا بما في ذلك الخلايا الضامة، والخلايا البطانية، وخلايا المسراق الكلوية والخلايا القدمّية في الكبيبة. تعزز ارتباطات AGEs بمستقبلات المنتجات النهائية للتسكير إنتاج أنواع الأكسجين التفاعلي الخلوي (ROS) بالإضافة إلى تحفيز الجزيئات داخل الخلايا مثل بروتين كيناز C PKC وNF-kB وتفعيل عوامل النمو TGF-B وعامل النمو البطاني الوعائي (VEGF). تؤدي هذه العوامل -جنبًا إلى جنب مع التغيرات الديناميكية الدموية التي تحدث- إلى إصابة خلايا الأرجل والإجهاد التأكسدي والالتهاب والتليف. مع تفاقم الإصابة، تنخفض وظائف الكلى ويصبح الغشاء القاعدي الكبيبي (GBM) أكثر نفاذًا وأقل كفاءة في الترشيح. ويصاحب ذلك انخفاض مطرد في وظائف الكلى.

## في علم الأوبئة
مرض السكري هو السبب الأكثر شهرة لاعتلال الكلى السكري في البلدان المتقدمة النمو، واعتلال الكلى السكري هو أكثر تعقيدا وأكبر مصدر لمعدلات الاعتلال والوفيات في مرضى السكري. ومن المقدر ان انتشار اعتلال الكلى السكري في مرضى السكري حوالي 20 ٪. واعتلال الكلى السكري : يتسبب فيما بين 50-75 ٪ من عمليات البتر الغير جُرحي.
أهم عامل خطر لمرضى اعتلال الكلى السكري هو فرط سكر الدم. من المهم ان نلاحظ ان مرضى السكري أكثر عرضة لتطور الأعراض المتعلقة باعتلال الأعصاب المحيطية على النحو بزيادة الغلوكوز في الدم في حالة النتائج المعروفة باسم glucojasinogen. هذا الشرط هو المنتسب إلى الانتصاب epigastric الرقة والذي بدوره يؤدي إلى نقص تدفق الدم إلى الأعصاب الطرفية intrapectine التي تحكم بحركة الأيادي والساقين. في دراسة DCCT (اختبار السيطرة على داء السكري ومضاعفاته، 1995)، فإن معدل الإصابة السنوية لاعتلال الكلى السكري هو 2 ٪ سنوياً، ولكنها انخفضت إلى 0,56 ٪ مع العلاج المكثف لمرضى السكري من النوع 1. التقدم لاعتلال الكلى السكري يتوقف على درجة من السيطرة على glycemic في كل من النوع الأول والنوع الثاني من داء السكري. مدة مرض السكري، والسن، وتدخين السجائر وارتفاع ضغط الدم، وارتفاع hyperlipidemia هي أيضاً عوامل خطر قوية بالنسبة لمرضى اعتلال الكلى السكري.
أكبر مجموعة من مرضى اعتلال الكلى السكري غير معروف سبب الإصابة، يشار إلى أن هذا المرض مجهول العلة في الاصل. يوجد أيضاً نحو 100 من الأسباب المعروفة، وداء السكري هو إلى حدٍ بعيد أكبر الأسباب. غيرها من الأسباب المعروفة لتشمل العوامل الوراثيه، أضرار المواد الكيميائية مثل المخدّر في العلاج الكيميائي، وفيروس نقص المناعة البشرية (الإيدز).

## الأعراض
في المراحل المبكرة من اعتلال الكلى السكري، قد لا تلاحظ أية علامات أو أعراض. في المراحل اللاحقة، تتضمن العلامات والأعراض ما يلي:
- تفاقم التحكم بضغط الدم.
- وجود بروتين في البول.
- تورم القدمين أو الكاحلين أو اليدين أو العينين.
- زيادة الحاجة إلى التبول.
- قلة الحاجة إلى الأنسولين أو أدوية السكري.
- التشوش أو صعوبة التركيز.
- فقدان الشهية
- الغثيان والقيء
- الحكة المتواصلة
- الإرهاق

## المضاعفات
قد تتطور مضاعفات اعتلال الكلية السكري تدريجيًا على مدى أشهر أو سنوات. وقد تشمل:
- احتباس السوائل، مما قد يؤدي إلى تورم في الذراعين والساقين، وارتفاع ضغط الدم، أو السوائل في الرئتين (وذمة رئوية)
- ارتفاع مفاجئ في مستويات البوتاسيوم في الدم (فرط بوتاسيوم الدم)
- مرض الأوعية الدموية والقلب، مما قد يؤدي إلى سكتة دماغية
- تلف في الأوعية الدموية في شبكية العين (اعتلال الشبكية السكري).
- الأنيميا (فقر الدم).
- قروح القدم وضعف الانتصاب والإسهال ومشاكل أخرى مرتبطة بتلف الأوعية الدموية والأعصاب.
- مضاعفات الحمل التي تشكل مخاطر للأم والجنين الذي ينمو.
- حدوث ضرر لا يمكن علاجه للكلية (مرض الكلى في مراحله الأخيرة)، يتطلب في نهاية المطاف إما غسيل الكلى أو زرع الكلى للبقاء على قيد الحياة.

## التكهن
تِقنيّات الإصابة باعتلال الكلى السكري هي غير مفهومة أو معروفة. وفي الوقت الحاضر، العلاج يمكن أن يخفف من الألم والسيطرة على بعض الأعراض المرتبطة بها، ولكن هذه العملية بصفة عامة تدريجية.
كما المضاعفات، هناك زيادة في خطر إصابة القدمين بسبب فقدان الإحساس (انظر مضاعفات السكري التي تصيب القدم). الاصابات الصغيرة يمكن أن تقدم إلى تقرح الجلد وانهيار الأنسجة الرخوه، وهذا قد يتطلب عملية بتر. وبالإضافة إلى ذلك، العصب المحرك للأضرار التي يمكن أن تؤدي إلى انهيار واختلال التوازن الذهني.